# Inju
Inju är en ort i Estland. Den ligger i Vinni kommun och landskapet Lääne-Virumaa, i den centrala delen av landet, 90 km öster om huvudstaden Tallinn. Inju ligger 121 meter över havet och antalet invånare är 160.
Terrängen runt Inju är platt. Runt Inju är det glesbefolkat, med 11 invånare per kvadratkilometer. Närmaste större samhälle är Rakvere, 9,4 km norr om Inju. Omgivningarna runt Inju är en mosaik av jordbruksmark och naturlig växtlighet.